# Diplonevra watsoni
Diplonevra watsoni är en tvåvingeart som beskrevs av Ronald Henry Lambert Disney 1986. Diplonevra watsoni ingår i släktet Diplonevra och familjen puckelflugor. Inga underarter finns listade i Catalogue of Life.